# Gwilym Hugh Lewis
Gwilym Hugh Lewis (5 août 1897 - 18 décembre 1996) est un as de l'aviation britannique de la Première Guerre mondiale, crédité de 12 victoires aériennes confirmées. Il mène après la guerre une carrière de courtier d'assurance. Lewis est l'avant-dernier as britannique à mourir (le dernier étant Cecil Arthur Lewis), ainsi que celui ayant vécu le plus longtemps, mourant huit mois avant son centième anniversaire, tandis que Cecil Lewis est mort à 98 ans en 1997. Parmi les nombreux amis qu'il se fit au cours de sa vie, on compte le Premier ministre Winston Churchill, le dramaturge Noël Coward et ses collègues as Roderic Dallas, Edward Mannock et George McElroy.

## Biographie

### Début de parcours militaire
Né à Moseley, un quartier de Birmingham, en 1897, il fait ses études au Marlborough College. Gwilym se porte volontaire dans le Northamptonshire Regiment au début de la Première Guerre mondiale. Le 10 septembre 1915, après avoir été formé au Officers' Training Corps de l'Université de Londres, il est nommé second lieutenant mais n'a pas droit à la solde et aux indemnités avant le 3 janvier suivant.  Sa première demande de transfert dans le Royal Flying Corps est refusée à cette période, faute de places disponibles. Lewis obtient 100 livres sterling de son père pour suivre une formation de pilote privé à Hendon sur un Grahame-White Type XV (en). Il obtient son certificat le 27 novembre 1915. Le RFC l'accepte alors et l'envoie à la Central Flying School à Upavon.

### Carrière de pilote
Le 24 mars 1916, Lewis est détaché au premier bataillon de garnison du Royal West Kent Regiment (en). Le 23 avril 1916, il est nommé flying officer et envoyé rejoindre le No. 32 Squadron RFC (en), dont il sera l'un des membres essentiels.
Lorsque son unité arrive en France le 29 mai 1916, Lewis pilote un Airco DH.2 usé avec seulement quatre heures et demie d'expérience de vol en solo. Le 15 juillet, il aide à détruire un Fokker Eindecker pour sa première victoire aérienne. Deux mois plus tard, le 22 septembre, il détruit un Roland C.II au-dessus de Bancourt pour sa première victoire en solitaire.
Lewis est nommé Flight commander avec le grade provisoire de capitaine le 27 août 1917. Il ne remporte plus de victoires jusqu'à son transfert dans le No. 40 Squadron en septembre 1917 pour s'entraîner sur des Royal Aircraft Factory SE.5 tout en menant parallèlement des missions de combat. Gwilym Lewis attend deux mois pour remporter une nouvelle victoire, le 19 décembre 1917, en mettant un Albatros D.III hors de contrôle. Il en abat un autre un mois plus tard, le 19 janvier 1918. Il remportera neuf autres victoires au cours des six mois suivants. Lewis termine son passage au front avec un bilan de cinq avions allemands détruits, six mis hors de contrôle, ainsi qu'un avion de reconnaissance LVG capturé le 7 juillet 1918 (sa dernière victoire). Il est honoré pour cela par la Distinguished Flying Cross au cours du mois de juillet avant d'être réaffecté en Angleterre, pour y officier en tant que formateur.

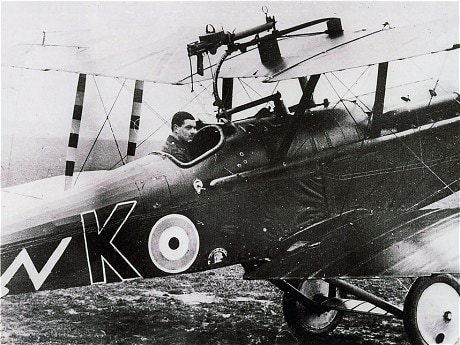
Gwilym Hugh Lewis dans son appareil.

Gwilym Lewis s'est lié d'amitié avec beaucoup d'autres pilotes au fil de ses affectations : Roderic Dallas, George McElroy et Edward Mannock notamment. C'est à Mannock qu'il doit son surnom (Noisy, bruyant), car ce dernier avait l'habitude d'appliquer ce qu'il appelait la « loi des contraires » : comme Lewis était toujours très calme, Mick Mannock le surnomma Noisy Lewis.
Lors du dernier jour de Lewis en France avant son rapatriement, ses amis organisent un déjeuner d'adieu. Edward Mannock prend à part leur ami commun George McElroy pour le mettre en garde contre le fait de suivre ses cibles à portée de tir depuis le sol. Six jours plus tard, Mannock est tué au combat par des tirs venus du sol alors qu'il poursuivait un avion qu'il avait abattu. Cinq jours plus tard, McElroy est tué dans les mêmes conditions. Lewis perd à la même période son frère aîné, tué lui aussi dans un combat aérien. Après cette série de pertes, Gwilym termine la guerre en Angleterre, pour sa fonction d'instructeur. Il est rendu à la vie civile le 21 janvier 1919.

### Entre-deux-guerres
Une fois redevenu civil, Lewis partage un cottage à Wargrave, un village du Berkshire avec certains de ses amis de guerre : ils étaient le public du jeune dramaturge britannique Noël Coward pour la lecture de sa première pièce, The Rat Trap (en). Lewis entame une carrière dans l'assurance dans le cabinet de courtier Sedgwick and Collins au Lloyd's of London. En parallèle, au cours des années 1919 et 1920, il commence à écrire sur la sécurité aérienne,,. Il écrit également Wings Over the Somme 1916-1918, ses mémoires sur la guerre. 
Lewis se rend aux États-Unis en 1923, pour y étudier les conditions commerciales et propose à son retour, de créer une succursale américaine au cabinet de courtier qui l'emploie. Lewis est répertorié en 1925 dans les registres publics comme un liquidateur.  Toujours en 1925, il épouse Christian Robertson, le 9 juillet. L'union durera 68 ans et donnera au couple deux filles et deux fils. Lewis réussit à faire de la succursale américaine de Sedgwick et Collins la plus importante du monde pour le groupe en 1939. Ce succès dans l'assurance lui permet donc de ne pas pâtir des difficultés liées à la Grande Dépression.

### Seconde Guerre Mondiale
Lewis est affecté comme pilot officer à titre temporaire à la branche des tâches administratives et spéciales de la Royal Air Force Volunteer Reserve (en) le 7 mars 1939,  et est promu pilot officer à titre permanent le 14 août, seulement deux semaines avant le début de la Seconde Guerre Mondiale. Il sert dans les Cabinet War Rooms, le cabinet de guerre de Winston Churchill, auquel il remet régulièrement des rapports. Le 21 septembre 1944, Lewis est obligé de démissionner après avoir été promu wing commander en raison de problèmes de santé. Malgré son occupation pendant la guerre, il suit autant que possible les affaires de son entreprise de courtage en assurance.

### Après-guerre et fin de vie
Lewis quitte Sedgwick and Collins en 1947. Il travaille pour Arbon Langrish, un autre cabinet dont il prend la présidence à la mort de son associé principal quelques années plus tard. Une fois de plus, Lewis se rend à l'étranger pour développer les activités américaines de sa société. Il finit par la vendre en 1965 pour prendre sa retraite.
Lewis fut interviewé dans le documentaire de 1987 The Cavalry of the Clouds, produit et diffusé par la chaîne de télévision régionale britannique HTV West.
Lorsque Gwilym Hugh Lewis est décédé le 18 décembre 1996, à l'âge de 99 ans, il était le plus ancien membre de la Lloyd's of London, ainsi que le plus âgé des deux as britanniques de la Première Guerre mondiale encore en vie. L'autre as, son presque homonyme Cecil Lewis, avait un an de moins et est décédé un mois plus tard.